# Erythrotriorchis buergersi
Erythrotriorchis buergersi е вид птица от семейство Ястребови (Accipitridae).

## Разпространение
Видът е разпространен в Индонезия и Папуа Нова Гвинея.